# Pawłowo (powiat olsztyński)
Pawłowo (niem. Paulsgut) – wieś w Polsce położona w województwie warmińsko-mazurskim, w powiecie olsztyńskim, w gminie Olsztynek. W latach 1975–1998 miejscowość należała administracyjnie do województwa olsztyńskiego.
Wieś mazurska, znajduje się w odległości około 7 km na południe od Olsztynka, tuż przy trasie E-7, w kierunku na Nidzicę. W Pawłowie znajdują się: remiza strażacka, duży sklep spożywczo-przemysłowy, zakład tapicerski oraz zakład ciesielsko-stolarski, a do niedawna (do 2000 r.) funkcjonowała tu szkoła podstawowa. Przez wieś przebiega droga wojewódzka DW537.

## Historia
W czasach krzyżackich wieś - pojawia się w dokumentach w roku 1351 - podlegała pod komturię w Olsztynku, były to dobra rycerskie o powierzchni 40 włók. Wieś lokowana w 1351 roku na prawie chełmińskim. Założycielem wsi był Paweł, sługa komtura ostródzkiego, od którego imienia wieś wzięła nazwę. W 1410 roku, po zwycięskiej bitwie grunwaldzkiej, przez Pawłowo przeszły wojska króla Jagiełły, kierując się na Malbork. Wieś i okoliczne tereny już w średniowieczu zamieszkiwała ludność polska, pochodząca z Mazowsza. W XIX wieku powstała we wsi szkoła. W 1939 roku w Pawłowie mieszkały 463 osoby, a po drugiej wojnie światowej (po 1945 r.) opuszczone gospodarstwa zajęli polscy osadnicy. W 1997 roku Pawłowo liczyło 182 osoby. W 2005 r. we wsi mieszkało 195 osób.

## Zabytki
- Cmentarz ewangelicki z początku XX wieku, położony aa wschodnim skraju wsi.